# Laureano Pérez Arcas
Laureano Pérez Arcas (Requena, 4 de julio de 1824-Requena, 24 de septiembre de 1894) fue un zoólogo español.

## Biografía
Nacido en Requena, años más tarde se trasladó a Madrid con su hermano mayor Antonio, a estudiar en la Universidad de Madrid, donde su hermano se licenció en Derecho y Laureano en 1843 antes de terminar la carrera de zoología, fue ayudante del científico Mariano de la Paz Graells en la cátedra de zoología que aquel ocupaba. Posteriormente se doctoró en ciencias zoológicas en 1846, un año después fue regente de primera clase en la Universidad de Madrid y obtuvo en propiedad la plaza de catedrático de zoología de la Universidad. En 1857, fue nombrado secretario de la facultad.
Participó activamente en la fundación de la Real Sociedad Española de Historia Natural (RSEHN), siendo uno de los socios fundadores, hasta que en 1873 logró ser el presidente de la sociedad científica y después en 1892 lo volvieron a nombrar presidente.
Se dedicó sobre todo a la entomología, malacología e ictiología. Con motivo de conocer las colecciones entomológicas francesas, participó en la expedición que en 1860 organizó en Besanzón la Sociedad Entomológica de Francia.
En 1861 escribió un libro titulado Tratado de Zoología, que en el mismo año fue declarado por el Real Consejo de Instrucción libro de texto en varias universidades de España y de América.
Gana el premio Premio de 1865 de la academia de ciencias exactas por la memoria: Fauna ictiológica fluviatis, palustre y marina peninsularis
En 1866 Laureano, ingresa en la Real Academia de Ciencias Exactas, Físicas y Naturales, con un discurso titulado Trabajos zoológicos realizados en España, sobre todo en los siglos más florecientes de su historia. 
Con Miguel Colmeiro y Penido e Ignacio Bolívar y Urrutia, que fueron unos de los fundadores de la Real Sociedad Española de Historia Natural (RSEHN), colaboró en la sección zoológica de la comisión del mapa geológico, creada en 1870 para la confección de un mapa geológico de España. Asimismo fue el mentor de otro de los fundadores de la RSEHN, el bioespeleólogo Serafín Uhagon.
En 1873 se le nombra parte de la comisión que creara el Jardín Zoológico de Madrid
En 1890 fue nombrado decano de la Universidad de Madrid.

## Libros
- Tratado de Zoología (1861).
- Insectos nuevos o poco conocidos de la Fauna española (1865) en línea
- Descripción física y geológica de la provincia de Madrid (1868)
- Discursos leídos ante la Real Academia de Ciencias Exactas, Físicas y Naturales (1868)
- Revista crítica de las especies españolas del género Perçus (1869)
- Especies nuevas o críticas de la Fauna española (1872)
- Elementos de zoología (1874)